# La zizanie
La zizanie (vrij vertaald: De Wilde Rijst) is een Franse filmkomedie uit 1978 geregisseerd door Claude Zidi.

## Verhaal
Guillaume Daubray-Lacaze (Louis de Funès) is een conservatieve burgemeester van een klein dorp. Hij is eigenaar van een fabriek gespecialiseerd in de bestrijding van luchtvervuiling. Net wanneer hij op de rand van het faillissement staat, krijgt hij van een Japanse groep een bestelling: 3000 CX-22-apparaten die de lucht zuiveren dienen binnen de 90 dagen geleverd te worden. Guillaume neemt de order aan omdat dit zijn fabriek zal redden van de ondergang, hoewel hij beseft dat zijn fabriek te klein is om zulke hoeveelheid te produceren en te stockeren. Omdat de oppositie weigert dat Guilaume zijn fabriek uitbreidt naar de omliggende terreinen beslist hij om de bijkomende productiemachines onder te brengen in zijn eigen huis.
Vervolgens ontstaat er een aardolielek in de moestuin van zijn vrouw Bernadette waardoor haar groentes afsterven. In haar broeikas laat Guillaume het vriezen zodat ook haar tropische planten worden vernietigd.
Bernadette is uiteraard kwaad en beslist om het huis te verlaten. Ze stelt zich tijdens de volgende verkiezingen kandidaat als burgemeester en haar partij, die instaat voor het behoud van de natuur, wint.
Uiteindelijk blijkt dat de Japanse cheque niet is gedekt.

## Rolverdeling
| Acteur              | Personage                                        |
| ------------------- | ------------------------------------------------ |
| Louis de Funès      | Guillaume Daubray-Lacaze                         |
| Annie Girardot      | Bernadette Daubray-Lacaze                        |
| Maurice Risch       | l'imbécile'                                      |
| Julien Guiomar      | dokter Landry                                    |
| Jean-Jacques Moreau | de ploegbaas en de assistent van de burgemeester |
| Geneviève Fontanel  | mevrouw Berger                                   |
| Jacques François    | de prefect                                       |
| Georges Staquet     | de vakbondsafgevaardigde                         |
| Mario David         | de vrachtwagenchauffeur                          |
| Daniel Boulanger    | de directeur van Le Crédit Agricole              |
| Nicole Chollet      | Léontine, de dienstmeid van de Daubray-Lacaze    |
| Tanya Lopert        | een vriendin van Bernadette                      |
| Henri Attal         | een arbeider                                     |
| Hubert Deschamps    | de receptionist van het hotel                    |